# Röda sten (biograf)
Röda sten,  biograf på Mariaplan i Göteborg, som öppnade 27 augusti 1934.  Den renoverades under sommarstängningen 1944 och öppnade igen 24 juli med Vägen till Cairo, och stängde 31 maj 1963.